# Třída Pertuisane
Třída Pertuisane byla třída torpédoborců francouzského námořnictva. Celkem byly postaveny čtyři jednotky této třídy. Francouzské námořnictvo je provozovalo od roku 1902. Žádný nebyl ve službě ztracen.

## Stava
Celkem byly postaveny čtyři jednotky této třídy. Objednány byly 8. června 1899. Postavily je loděnice Arsenal de Rochefort v Rochefortu. Do služby byla přijaty v letech 1902–1903.
Jednotky třídy Pertuisane:
| Jméno           | Založení kýlu | Spuštěn           | Vstup do služby | Osud            |
| --------------- | ------------- | ----------------- | --------------- | --------------- |
| Pertuisane (M8) | 1899          | 5. prosince 1900  | září 1902       | Vyškrtnut 1923. |
| Éscopette (M9)  | 1900          | 20. prosince 1900 | leden 1903      | Vyškrtnut 1921. |
| Flamberge (M10) | 1899          | 28. října 1901    | červenec 1903   | Vyškrtnut 1920. |
| Rapière (M11)   | 1900          | 16. července 1901 | květen 1903     | Vyškrtnut 1921. |

## Konstrukce

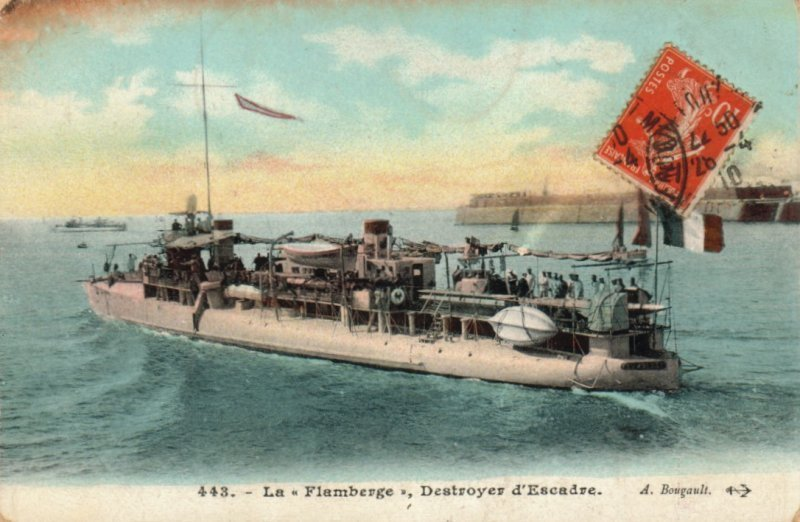
Flamberge (M10)

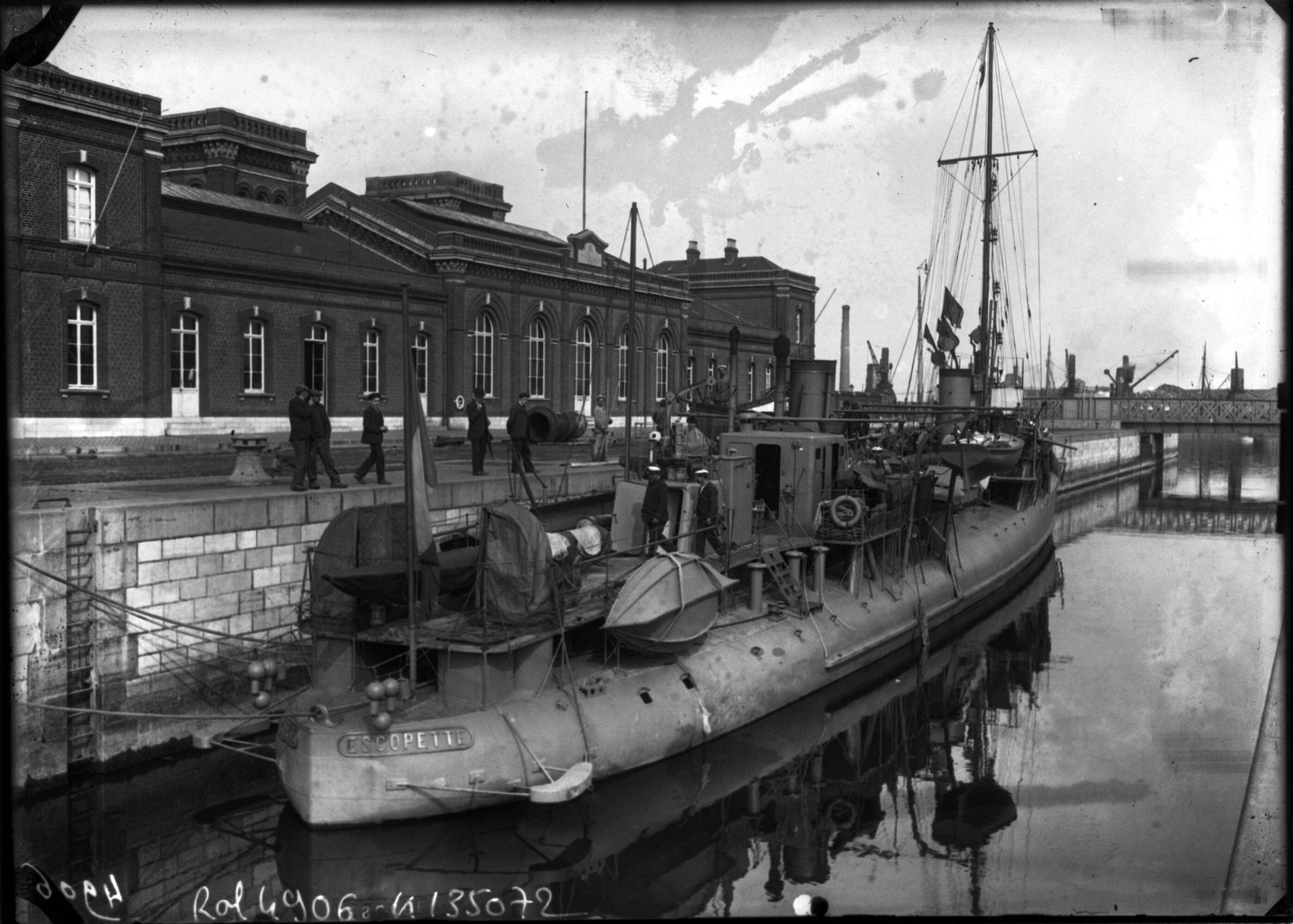
Éscopette (M9)

Výzbroj představoval jeden 65mm kanón, šest 47mm kanónů a dva 380mm torpédomety. Pohonný systém tvořily dva kotle Normand a dva parní stroje s trojnásobnou expanzí o výkonu 4800 shp, pohánějící dva lodní šrouby. Nejvyšší rychlost dosahovala 26 uzlů. Dosah byl 2300 námořních mil při rychlosti deset uzlů.